# Linia kolejowa Kilonia – Flensburg
Linia kolejowa Kilonia – Flensburg – jednotorowa, niezelektryfikowana linia kolejowa w kraju związkowym Szlezwik-Holsztyn. Trasa łączy porty bałtyckie Kilonię, Eckernförde i Flensburg. Pociągi mogą poruszać się na niej ponad 120 km/h i dlatego jest ona zwana najszybszą regionalną linią kolejową w Niemczech. Czas przejazdu na 80 km trasie wynosi około 75 minut.